# L'Aventure criminelle
L'Aventure criminelle est une collection littéraire de roman d'espionnage et de roman policier. Elle est également nommée « Collection Pierre Nord ».

## Historique
L'Aventure criminelle est créée en 1956 par Pierre Nord et Françoise Nord et éditée par les éditions Fayard. 
Concurrente de la collection Série noire, L’Aventure criminelle présente une ligne éditoriale relativement différente en privilégiant le roman d’espionnage, genre moins présent dans l’autre collection. Elle manque toutefois d’auteurs de renom, équivalant à ceux de la Série noire, pour s'imposer durablement sur le marché français. Néanmoins, elle publie, outre le directeur de la collection, Pierre Nord, bon nombre d’auteurs de valeur comme Bruno Fischer, Brett Halliday, George Harmon Coxe et Judson Philips. Fait assez rare à l'époque, hormis dans la collection Le Masque, elle compte un grand nombre d’auteurs féminins, notamment Evelyn Berckman, Ursula Curtiss, Vera Caspary, Dorothy Salisbury Davis, Mignon G. Eberhart, Nancy Rutledge et Edna Sherry.
La collection a connu trois types de couverture. Des numéros 1 à 26, on voit une photo ou un dessin pleine page avec le titre en surimpression. Des numéro 27 à 110, la photo ou le dessin sont déplacés dans les deux tiers inférieurs et le titre s'affiche sur un fond noir dans le tiers supérieur de la couverture. Des numéros 111 à 197, un œil apparaît dans le bas, à gauche, sur un fond noir et le titre est coloré en rouge pour les romans policiers et en violet pour les romans d’espionnage. Les couvertures sont modifiées lors à chaque réimpression d'une titre pour se conformer à la maquette en vigueur. 
L'Aventure criminelle cesse ses publications en 1965 avec cent quatre-vingt-dix-sept romans à son catalogue.

## Titres de la collection
| No  | Auteur                  | Titre                                   | Titre original                             | Année de parution dans la collection |
| --- | ----------------------- | --------------------------------------- | ------------------------------------------ | ------------------------------------ |
| 1   | Pierre Nord             | Journal d'un maître chanteur            |                                            | 1956                                 |
| 2   | Pierre Nord             | Le crime que je revendique              |                                            | 1956                                 |
| 3   | Pierre Nord             | Un cadavre de trop dans le film         |                                            | 1956                                 |
| 4   | Pierre Nord             | Mort aux marchands de canons !          |                                            | 1957                                 |
| 5   | Pierre Nord             | Qui est le policier ?                   |                                            | 1957                                 |
| 6   | Harry Davis             | Portrait en rouge d'une inconnue        | Portrait of Rene                           | 1957                                 |
| 7   | Bruno Fischer           | Le Silence de la poussière              | The Silent Dust                            | 1957                                 |
| 8   | Hartley Howard          | Bowman révolutionne la police           | The Bowman Touch                           | 1957                                 |
| 9   | Frédéric Hoë            | Le Taureau par les cornes               |                                            | 1957                                 |
| 10  | Brett Halliday          | Une nuit avec Nora                      | One Night with Nora                        | 1957                                 |
| 11  | Dana Lyon               | L'Enfant qui en savait trop             | The Frightened Child                       | 1957                                 |
| 12  | Dorothy Gardiner        | Drôle de policier !                     | What Crime Is It ?                         | 1957                                 |
| 13  | Bruno Fischer           | Un patelin nommé Rexton                 | More Deaths Than One                       | 1957                                 |
| 14  | Hartley Howard          | Bowman frappe de nouveau                | Bowman Strikes Again                       | 1957                                 |
| 15  | Nancy Rutledge          | Le Métier dans la peau                  | Cry Murder                                 | 1957                                 |
| 16  | Samuel W. Taylor        | Figure d'empeigne                       | The Grinning Gismo                         | 1957                                 |
| 17  | Julian Symons           | Crime en œuvre d'art                    | The Narrowing Circle                       | 1957                                 |
| 18  | Brett Halliday          | La Vérité sur Wanda                     | What Really Happened                       | 1957                                 |
| 19  | Harry Davis             | La Femme de mon frère                   | My Brother's Wife                          | 1957                                 |
| 20  | Richard Parker          | L'Homme insaisissable                   | The Gingerbread Man                        | 1957                                 |
| 21  | Bruno Fischer           | Cousu d'or                              | The Paper Circle                           | 1957                                 |
| 22  | Edna Sherry             | Sorti de rien                           | Backfire                                   | 1957                                 |
| 23  | Nancy Rutledge          | Vengeance en suspens                    | The Frightened Murder                      | 1957                                 |
| 24  | Hartley Howard          | Bowman à l'aventure                     | Bowman at a Venture                        | 1957                                 |
| 25  | Brett Halliday          | Une heure avec Barbara                  | The Blonde Cried Murder                    | 1958                                 |
| 26  | Hugues G. Clary         | Dans le bain d'une blonde               |                                            | 1958                                 |
| 27  | Raymond Drennen         | Sur un air de trompette                 | Murder Beat                                | 1958                                 |
| 28  | Stratford Davis         | La Tête d'un innocent                   | One Man's Secret                           | 1958                                 |
| 29  | Bruno Fischer           | Le Péché des anges                      | The Angels Fell                            | 1958                                 |
| 30  | Helen Nielsen           | Justice n'est pas faite                 | Borrow the Night / Seven Days Before Dying | 1958                                 |
| 31  | Julian Symons           | Un si charmant escroc                   | The Paper Chase                            | 1958                                 |
| 32  | Conrad Phillips         | En coup de foudre                       | Sunny Draper                               | 1958                                 |
| 33  | Hartley Howard          | Pas de repos pour Bowman                | No Target for Bowman                       | 1958                                 |
| 34  | Pierre Nord             | La Conquête de la maison Dubard         |                                            | 1958                                 |
| 35  | Charity Blackstock      | Miss Fenny                              | Miss Fenny                                 | 1958                                 |
| 36  | Edna Sherry             | Histoire intime d'un policier           | No Questions Asked                         | 1958                                 |
| 37  | Bruno Fischer           | Le Diable aux trousses                  | Run for Your Life                          | 1958                                 |
| 38  | Brett Halliday          | En souvenir de Phyllis                  | Weep for a Blonde                          | 1958                                 |
| 39  | Hartley Howard          | Qui prétend rouler Bowman ?             | The Long Night                             | 1958                                 |
| 40  | Hugues G. Clary         | De fille en aiguille                    |                                            | 1958                                 |
| 41  | Leslie Ford             | La Femme de police                      | The Girl from the Mimosa Club              | 1958                                 |
| 42  | Nancy Rutledge          | L'Homme aux yeux froids                 | Murder on the Mountain                     | 1958                                 |
| 43  | Bruno Fischer           | Dedans jusqu'au cou                     | Knee-Deep in Death                         | 1958                                 |
| 44  | Edna Sherry             | Une petite larme pour Jessie            | Tears for Jessie Hewitt                    | 1958                                 |
| 45  | Holly Roth              | L'Espion en sommeil                     | The Sleeper                                | 1958                                 |
| 46  | Brett Halliday          | Je n'ai pas tué Elsie                   | She Woke to Darkness                       | 1958                                 |
| 47  | Ed McNamara             | Les Policiers entre eux                 | Once Over Deadly                           | 1958                                 |
| 48  | Edwin Lanham            | Meurtre dans ma rue                     | Murder in my Street                        | 1958                                 |
| 49  | Leslie Ford             | Testament pour un massacre              | Invitation to Murder                       | 1959                                 |
| 50  | Nancy Rutledge          | Je ne serai pendu qu'une fois           | Wanted for Murder                          | 1959                                 |
| 51  | Bryan Peters            | Mission suicide à Hong-Kong             | Hong-Kong Kill                             | 1959                                 |
| 52  | Hartley Howard          | Bowman, client de la morgue             | Key to the Morgue                          | 1959                                 |
| 53  | Holly Roth              | Une contre-espionne disparaît           | The Content Assignment                     | 1959                                 |
| 54  | Bruno Fischer           | Peche a l'homme                         | Murder in the Raw                          | 1959                                 |
| 55  | Bart Spicer             | Cours, brebis galeuse !                 | Black Sheep, Run                           | 1959                                 |
| 56  | Dorothy Salisbury Davis | Un tout petit Barbe-Bleue               | Gentleman Called                           | 1959                                 |
| 57  | Frédéric Hoë            | La Peau du lion                         |                                            | 1959                                 |
| 58  | Bryan Peters            | Chasse à l'espion supersonique          | Pattern of Death                           | 1959                                 |
| 59  | Holly Roth              | Au paradis des espions                  | The Mask of Glass                          | 1959                                 |
| 60  | Brett Halliday          | En confessant Amy, Joan ou Marion       | Stranger in Town                           | 1959                                 |
| 61  | Vera Caspary            | Erreur sur le mari                      | The Husband                                | 1959                                 |
| 62  | Manning Lee Stokes      | Nid d'espions en Corée                  | Under Cover of Night                       | 1959                                 |
| 63  | Edwin Lanham            | Ma femme n'a pas tué                    | Double Jeopardy                            | 1959                                 |
| 64  | Selwyn Jepson           | Des agents secrets se retrouvent        | The Assassin                               | 1959                                 |
| 65  | Evelyn Berckman         | Sépulture inconnue                      | No known Grave                             | 1959                                 |
| 66  | Andrew Garve            | Jeu d'espions, jeu de vilains           | The Megstone Plot                          | 1959                                 |
| 67  | Leslie Ford             | Meurtre pour solde de tous comptes      | Murder is the Pay-off                      | 1959                                 |
| 68  | Ursula Curtiss          | Le Pire des crimes                      | The Face of the Tiger                      | 1959                                 |
| 69  | Bryan Peters            | 120 Minutes pour sauver le monde        | Two Hours to Doom                          | 1959                                 |
| 70  | Hartley Howard          | Des espions se frottent à Bowman        | A Hearse for Cinderella                    | 1959                                 |
| 71  | Holly Roth              | Monstres sacrés                         | The Crimson in the Purple                  | 1960                                 |
| 72  | Pierre Darcis           | Le Cadavre et moi                       |                                            | 1960                                 |
| 73  | Andrew Garve            | Quand les romanciers s'assassinent      | The Galloway Case                          | 1960                                 |
| 74  | Edwin Lanham            | Meurtre dans la tempête                 | Death in the Wind                          | 1960                                 |
| 75  | Nina Warner Hooke       | Aide-toi, la police t'aidera            |                                            | 1960                                 |
| 76  | Sarah Gainham           | Sauve qui peut à Prague                 | Time Right Deadly                          | 1960                                 |
| 77  | Brett Halliday          | Pas de rendez-vous pour Béatrice        | Date with a Dead Man                       | 1960                                 |
| 78  | Andrew Garve            | Héros à vendre                          | A Hero for Leanda                          | 1960                                 |
| 79  | Bruno Fischer           | Ma tête sur un coup de poker            | The Spider Lily                            | 1960                                 |
| 80  | Edna Sherry             | Une tête va tomber                      | The Defense Does No Rest                   | 1960                                 |
| 81  | Evelyn Berckman         | Enquête sur un cauchemar                | The Beckoning Dream                        | 1960                                 |
| 82  | Stanley Ellin           | Le Huitième Cercle de l'Enfer           | The Eighth Circle                          | 1960                                 |
| 83  | Mignon G. Eberhart      | Pour en finir avec Melora               | Melora                                     | 1960                                 |
| 84  | Berkely Mather          | Fin d'un espion à Chypre                | The Achilles Affair                        | 1960                                 |
| 85  | Edwin Lanham            | Seul, le médecin du bord...             | One Murder too Many                        | 1960                                 |
| 86  | Ursula Curtiss          | Une carpette sur une tache de sang      | The Stairway                               | 1960                                 |
| 87  | Julian Symons           | L'Inoubliable Coup de pistolet          | The Gigantic Shadow                        | 1960                                 |
| 88  | Michael Gilbert         | Mission d'acrobates en Hongrie          | Be Shot for Six Pence                      | 1960                                 |
| 89  | Philip Race             | L'Art de devenir veuve                  |                                            | 1960                                 |
| 90  | Mark Derby              | Écho d'une bombe                        | Echo of a Bomb                             | 1960                                 |
| 91  | Bill Gault              | Où peut se cacher Rosa ?                | Ring Around Rosa                           | 1960                                 |
| 92  | Pat Frank               | Ce monde qui n'était pas sauvé          |                                            | 1960                                 |
| 93  | Sarah Gainham           | Dans la nuit froide de Berlin           | The Cold Dark Night                        | 1960                                 |
| 94  | Evelyn Berckman         | Coup de chaud                           | The Blind Villain                          | 1961                                 |
| 95  | Andrew Garve            | Meurtre à Moscou                        | Murder in Moscow                           | 1961                                 |
| 96  | James A. Brussel        | Rien qu'un meurtre, chérie ?            | Just Murder, Darling                       | 1961                                 |
| 97  | Mark Derby              | La Tigresse                             | The Tigress                                | 1961                                 |
| 98  | Ursula Curtiss          | Une veuve si peu éplorée                | Widow's Web                                | 1961                                 |
| 99  | Helen Reilly            | Non, inspecteur, ce n'est pas moi !     | Not Me Inspector                           | 1961                                 |
| 100 | Christopher Landon      | Deux têtes pour un seul traître         | The Mirror Room                            | 1961                                 |
| 101 | Hugh Pentecost          | Le Quai pourri                          | The Kingdom of Death                       | 1961                                 |
| 102 | Célestine Sibley        | Meurtre à la page féminine              |                                            | 1961                                 |
| 103 | Hugh Pentecost          | Toute la ville le cherche               | The Lonely Target                          | 1961                                 |
| 104 | Maurice Edelman         | Visite à l'ami de Moscou                | A Call on Kuprin                           | 1961                                 |
| 105 | Joseph F. Dinneen       | Un coupable en vaut un autre            | The Alternative Case                       | 1961                                 |
| 106 | Richard Martin Stern    | Pour retrouver Tabatha Carr             | The Search for Tabatha Carr                | 1961                                 |
| 107 | Finlay McDermid         | Ne regardez jamais le diable !          | See no Evil                                | 1961                                 |
| 108 | Edna Sherry             | Que le meilleur survive !               | The Survival of the Fittest                | 1961                                 |
| 109 | Holly Roth              | L'Affaire Van Dreisen                   | The Van Dreisen Affair                     | 1961                                 |
| 110 | Ursula Curtiss          | Portrait d'un traître                   | The Noonday Devil                          | 1961                                 |
| 111 | Mark Derby              | Un amoureux chez les espions            | Element of Risk                            | 1961                                 |
| 112 | Benjamin Appel          | La Cuisine de l'enfer                   | The Raw Edge                               | 1961                                 |
| 113 | Whit Masterson          | Les Femmes-pièges                       | A Hammer in His Hand                       | 1961                                 |
| 114 | Evelyn Berckman         | Reconnaissez-vous cette voix ?          | Do You Know this Voice ?                   | 1961                                 |
| 115 | Irwin R. Blacker        | Échec à Washington                      | The Kilroy Gambit                          | 1961                                 |
| 116 | Albert Conroy           | Le Diable en salopette                  | Devil in Dungarees                         | 1961                                 |
| 117 | Kenneth Royce           | Le Long Corridor                        | The Long Corridor                          | 1961                                 |
| 118 | Edwin Lanham            | Six chameaux noirs                      | Six Black Camels                           | 1961                                 |
| 119 | Bruno Fischer           | Les Pieds dans le plat                  | Folls Walk In                              | 1962                                 |
| 120 | Edna Sherry             | Le Témoin de la 11e heure               | Call the Witness                           | 1962                                 |
| 121 | Hugh Pentecost          | L'Ami mortel                            | The Deadly Friend                          | 1962                                 |
| 122 | Jean Potts              | Un condamné règle ses comptes           | Home is the Prisoner                       | 1962                                 |
| 123 | Bryan Peters            | H. comme Héroïne                        | The Big H.                                 | 1962                                 |
| 124 | Janine Merlin           | En souvenir d'une biche                 |                                            | 1962                                 |
| 125 | Saint-Mandrier          | Plongez à tombeau ouvert !              |                                            | 1962                                 |
| 126 | Richard Martin Stern    | Le Club des amants de Roz               | These Unlucky Deeds                        | 1962                                 |
| 127 | Mark Derby              | La Grande Crue                          | The Big Water                              | 1962                                 |
| 128 | George Harmon Coxe      | La Dernière Volonté                     | The Last Commandment                       | 1962                                 |
| 129 | Allan Campbell McLean   | Voir Naples et survivre                 | Stand-in for Murder                        | 1962                                 |
| 130 | Bruno Fischer           | Tu as le droit de me tuer               | The Girl Between                           | 1962                                 |
| 131 | Henri Vignes            | On complote... même à Tahiti            |                                            | 1962                                 |
| 132 | Peter George            | Meurtre à froid                         | Cool Murder                                | 1962                                 |
| 133 | Farfax                  | Méfiez-vous de la peinture              |                                            | 1962                                 |
| 134 | George Harmon Coxe      | L'Impétueuse Maîtresse                  | The Impetuous Mistress                     | 1962                                 |
| 135 | Henry Brinton           | Meurtre à la chambre des Communes       | Now Like to Die                            | 1962                                 |
| 136 | Judson Philips          | Des croulants se mettent à tuer         | Whisper Town                               | 1962                                 |
| 137 | Malcolm Gair            | Des agents secrets héritent             | The Schultz Money                          | 1962                                 |
| 138 | Hugh Pentecost          | Le Tout pour le tout                    | Choice of Violence                         | 1962                                 |
| 139 | Robert A. Knowlton      | Le Tribunal des corbeaux                | Court of Crows                             | 1962                                 |
| 140 | Ronald Seth             | L'Espion tout nu                        | Spy in the Nude                            | 1962                                 |
| 141 | Edwin Lanham            | Embuscades dans les Caraïbes            | Passage to Danger                          | 1962                                 |
| 142 | Stephen Marlowe         | Une violence noire et tendre            | Violence Is my Business                    | 1962                                 |
| 143 | Ursula Curtiss          | Une veuve de trop                       | Hours to Kill                              | 1962                                 |
| 144 | Douglas Orgill          | Un tigre dans le lac                    | The Death Bringer                          | 1962                                 |
| 145 | George Harmon Coxe      | Son quatrième fiancé                    | The Frightened Fiancée                     | 1963                                 |
| 146 | Kenneth Royce           | Les Nouveaux Mystères d'Athènes         | The Night Seekers                          | 1963                                 |
| 147 | Gypsy Rose Lee          | Mort aux femmes nues                    | The G-String Murders                       | 1963                                 |
| 148 | Andrew Garve            | Un archéologue au 2e bureau             | The House of Soldiers                      | 1963                                 |
| 149 | Maurice Ellabert        | Pièges autour d'une tombe               |                                            | 1963                                 |
| 150 | Judson Philips          | Fines Cravaches et crimes de luxe       | Murder Clear, Track Fast                   | 1963                                 |
| 151 | Hugh Pentecost          | L'Indigestion du cannibale              | The Cannibal Who Overate                   | 1963                                 |
| 152 | Allan MacKinnon         | Sur les toits de Bagdad                 | Assignment in Iraq                         | 1963                                 |
| 153 | Edna Sherry             | Le Pigeon enragé                        | Missing                                    | 1963                                 |
| 154 | Henry Brinton           | L'arme totale a été volée ici           | Purple VI                                  | 1963                                 |
| 155 | Bruno Fischer           | N'invitez pas n'importe qui !           | Kill to Fit                                | 1963                                 |
| 156 | Edwin Lanham            | La Fausse Partie de cache-cache         | No Hiding Place                            | 1963                                 |
| 157 | Leslie Ford             | Les Fiancées des autres                 | Trial by Ambush                            | 1963                                 |
| 158 | James Reach             | Contre-espionnage à l'aveuglette        | Blind Gambit                               | 1963                                 |
| 159 | George Harmon Coxe      | Chantages en 45 tours                   | Error of Judgement                         | 1963                                 |
| 160 | Hugh Pentecost          | Des placards à cadavres                 | Dead Ending                                | 1963                                 |
| 161 | Janine Merlin           | La Nuit de Valençay                     |                                            | 1963                                 |
| 162 | Alan Gardner            | Le Sous-marin de la grande illusion     | The Escalator                              | 1963                                 |
| 163 | Holly Roth              | La Femme et sa proie                    | Trial by Desire                            | 1963                                 |
| 164 | John Blackburn          | Tout est dans le livre                  | Blue Octavo                                | 1963                                 |
| 165 | Ross Macdonald          | Le Cas de la femme Wycherly             | The Wycherly Woman                         | 1963                                 |
| 166 | Allan MacKinnon         | L'Île aux cormorans                     | Cormorant's Island                         | 1963                                 |
| 167 | Andrew Garve            | L'Ami du prisonnier                     | Prisoner's Friend                          | 1963                                 |
| 168 | George Harmon Coxe      | Voyage d'affaires à Caracas             | One Minute Past Eight                      | 1964                                 |
| 169 | Holly Roth              | Hécatombe strictement médicale          | Operation Doctors                          | 1964                                 |
| 170 | John Blackburn          | Une odeur de foin coupé                 | A Scent of New-mawn Hay                    | 1964                                 |
| 171 | Julien Clay             | Il n'y a pas de justice                 |                                            | 1964                                 |
| 172 | Hugh Pentecost          | Village d'artistes                      | The Tarnished Angel                        | 1964                                 |
| 173 | Ross Macdonald          | Un mortel air de famille                | The Galton Case                            | 1964                                 |
| 174 | Robert Games            | Attentat contre le premier ministre     | The Invisible Evil                         | 1964                                 |
| 175 | George Harmon Coxe      | Un mort très embêtant                   | Mission of Fear                            | 1964                                 |
| 176 | John Blackburn          | Six morts par erreur                    | The Gaunt Woman                            | 1964                                 |
| 177 | Bruno Fischer           | Le Fils honteux                         | Second-Hand Nude                           | 1964                                 |
| 178 | Hugh Pentecost          | Les vedettes meurent deux fois          | The Dead Can't Love                        | 1964                                 |
| 179 | Ross Macdonald          | Le Corbillard zébré                     | The Zebra-Striped Hearse                   | 1964                                 |
| 180 | Douglas Orgill          | Les tigres ont faim                     | Ride a Tiger                               | 1964                                 |
| 181 | Dorothy Salisbury Davis | La Tête mal gonflée                     | Black Sheep, White Lamb                    | 1964                                 |
| 182 | Evelyn Berckman         | La Fuite en paquebot                    | The Hovering Darkness                      | 1964                                 |
| 183 | William Haggard         | Achetez-le ou tuez-le !                 | The Antagonists                            | 1964                                 |
| 184 | Mignon G. Eberhart      | Cinq secondes de panique                | Run Scared                                 | 1964                                 |
| 185 | John Blackburn          | Le Colonel Mystère                      | Colonel Bogus                              | 1964                                 |
| 186 | Andrew Garve            | Le Tueur dans le phare                  | The Sea Monks                              | 1964                                 |
| 187 | Ross Macdonald          | Le Frisson                              | The Chill                                  | 1964                                 |
| 188 | Alan Barclay            | Fuite vers... nulle part                |                                            | 1964                                 |
| 189 | Jonathan Wade           | Fugue à Moscou                          | Running Sand                               | 1965                                 |
| 190 | Robert B. Sinclair      | Cherchez l'homme                        | It Couldn't be Murder                      | 1965                                 |
| 191 | André Benzimra          | Trois personnages en quête d'un meurtre |                                            | 1965                                 |
| 192 | Kenneth Royce           | L'Île en colère                         | The Angry Island                           | 1965                                 |
| 193 | Julien Clay             | Du vent dans les toiles                 |                                            | 1965                                 |
| 194 | Edwin Lanham            | Un sale singe enchaîné                  | Monkey on a Chain                          | 1965                                 |
| 195 | Eva-Lis Wuorio          | La Femme au panier portugais            | The Woman with the Portuguese Basket       | 1965                                 |
| 196 | Hugh Pentecost          | Seuls les riches meurent jeunes         | Only the Rich Die Young                    | 1965                                 |
| 197 | George Harmon Coxe      | Testament d'un photographe              | The Man Who Died Too Soon                  | 1965                                 |

## Référence
- Claude Mesplède (dir.), Dictionnaire des littératures policières, vol. 1 : A - I, Nantes, Joseph K, coll. « Temps noir », 2007, 1054 p. (ISBN 978-2-910-68644-4, OCLC 315873251), p. 128-129.